# Nielsenita
La nielsenita és un mineral de la classe dels elements natius. Anomenada així per Troels F.D. Nielsen (b. 1950), un geòleg del Servei Geològic de Dinamarca i Groenlàndia.

## Classificació
La nielsenita es troba classificada en el grup 1.AG.70 segons la classificació de Nickel-Strunz (1 per a Elements; A per a Metalls i aliatges intermetàl·lics i G per a Aliatges metàl·lics PGE; el nombre 70 correspon a la posició del mineral dins del grup). En la classificació de Dana el mineral es troba al grup 1.2.3.3 (1 per a Elements natius i aliatges i 2 per a Metalls del grup del platí i aliatges; 3 i 3 corresponen a la posició del mineral dins del grup).

## Característiques
La nielsenita és un mineral de fórmula química PdCu₃. Presenta un color gris acer. Fractura sèctil, lluïssor metàl·lica i ratlla de color negre.

## Formació i jaciments
S'ha descrit a Europa i Groenlàndia.
La nielsenita va ser trobada en tholeitic gabre en microglobulina, compost principalment de bornita-calcosita i calcosita, amb quantitats menors de digenita, calcopirita, cobaltpentlandita, pentlandita i esfalerita-cobalt. S'associa amb altres minerals del grup del platí incloent skaergaardita, keithconnita, vasilita i zviaguintsevita.